# Cecylia Leszczyńska
Cecylia Leszczyńska – polska ekonomistka, doktor habilitowany nauk ekonomicznych, adiunkt na Uniwersytecie Warszawskim, specjalistka od historii gospodarczej, historii bankowości oraz historii pieniądza.

## Kariera naukowa
W 1985 roku na Uniwersytecie Warszawskim uzyskała tytuł magistra ekonomiki i „organizacji produkcji”. W 1992 roku na Wydziale Nauk Ekonomicznych tej samej uczelni uzyskała stopień doktora nauk ekonomicznych na podstawie rozprawy pt. Województwo w dziejach społeczno-gospodarczych Polski, której promotorem był Andrzej Jezierski. W tym samym roku została zatrudniona na tejże uczelni, a w 2014 roku uzyskała na jej Wydziale Nauk Ekonomicznych stopień doktora habilitowanego nauk ekonomicznych na podstawie pracy pt. Polska polityka pieniężna i walutowa w latach 1924-1936. W systemie Gold Exchange Standard. Od 2021 roku zatrudniona jest również na Uniwersytecie Komisji Edukacji Narodowej w Krakowie.